# Walter Lippmann
Pour les articles homonymes, voir Lippmann.
Walter Lippmann, né le 23 septembre 1889 à New York aux États-Unis et mort le 14 décembre 1974 dans la même ville, est un intellectuel, écrivain, politiste, journaliste, polémiste et conférencier américain. Il fut journaliste au New Republic, au World, au New York Herald Tribune où il tint une colonne syndiquée, Today and Tomorrow, et à Newsweek. Il a contribué à populariser le terme de « guerre froide » (qu’il a employé pour la première fois en 1947) et l'expression « fabrique du consentement » (qu'il a utilisée en 1922). Il est également l'un des principaux théoriciens de la démocratie représentative et du néolibéralisme, doctrine économique dont les fondements ont été établis lors du Colloque Lippmann, nommé en son honneur et tenu à Paris, à Saint-Germain-des-Prés, en 1938.

## Jeunes années

### Harvard
Lippmann est né à New York dans une famille aisée, issue de la très haute bourgeoisie juive ashkénaze new-yorkaise, qui avait l’habitude de faire au moins un voyage annuel en Europe, principalement en France, en Italie et en Autriche-Hongrie. Il entre à Harvard en 1906, où il eut notamment comme professeurs William James et George Santayana, dont il fut l'assistant. 
Lecteur assidu d’auteurs de la Fabian Society et des intellectuels socio-libéraux fondateurs de la London School of Economics (Sidney Webb, Beatrice Webb, Herbert George Wells et George Bernard Shaw), rejetés des clubs élitaires socio-conservateurs de Harvard et des universités de l'Ivy League américaine, il crée, en 1908, avec huit autres étudiants le Harvard Socialist Club dont il devient président. En 1910, Il suit les cours de Graham Wallas, un professeur de science politique enseignant à la London School of Economics (LSE) invité à Harvard. Cette rencontre est décisive et Lippmann, comme avant lui Graham Wallas, un ancien membre éminent de la Fabian Society, s'éloigne du socialisme pour se rapprocher du libéralisme.

### Herbert Croly et leNew Republic
Après ses études, il devient l’assistant de Lincoln Steffens, un journaliste « muckraker », et participe à la campagne présidentielle de 1912 qui voit s’affronter un républicain, William Howard Taft, un démocrate, Woodrow Wilson (1856-1924) et un ancien président républicain représentant le Parti progressiste, Theodore Roosevelt (1858-1919), un oncle de Franklin Delano Roosevelt (1882-1945). Cette campagne intellectuellement intéressante marquera la vie politique américaine et l’œuvre de Lippmann. En effet, en toile de fond on trouve d'une part la nécessité d’adapter la démocratie à la complexité de la vie économique moderne, et d'autre part, celle de mieux prendre en compte la réalité du suffrage universel.
Deux projets structurés se font face : le programme de New Nationalism de Théodore Roosevelt et d'Herbert Croly, et le programme de New Freedom élaboré par Wilson et son conseiller Louis Brandeis. Les deux premiers sont aussi favorables à un renforcement de l'État fédéral qu'ils sont réservés vis-à-vis de la législation anti-trust. À rebours, Woodrow Wilson est favorable à un renforcement de la législation anti-trust, et réservé quant à un renforcement de l'État. Lippmann s’engage alors à côté de Theodore Roosevelt. À cela deux raisons semble-t-il : il aura toujours une certaine sympathie pour les personnalités politiques flamboyantes, et une foi dans la raison des entrepreneurs et des experts. La réalité sera, comme souvent, contrastée, et finalement si Wilson renforcera les lois antitrust, il renforcera aussi le rôle du Président.
En novembre 1914, Walter Lippmann, avec notamment Herbert Croly et Walter Weyl, participe à la fondation du New Republic, un journal « assez à gauche du consensus libéral pour être stimulant » (Steel, 1980, p. 75). Le journal aura assez vite une certaine influence et sera « un forum pour les esprits de langue anglaise les plus sérieux et les plus originaux ». John Dewey, Charles Beard, James Bryce, George Bernard Shaw, Graham Wallas notamment y publièrent des articles. Au New Republic, Lippmann fut certainement celui qui se passionna le plus pour la politique étrangère. Il plaida assez rapidement pour que les États-Unis abandonnent l’« isolationnisme » et s’impliquent plus fortement dans les affaires internationales. En 1916, Wilson qui a besoin des voix des progressistes pour l’élection présidentielle se rapproche d’eux. Walter Lippmann, très sollicité, devient en 1917 assistant du ministre de la Guerre Newton Baker.

### Des «quatorze points» au traité de Versailles
Assez rapidement, en septembre 1917, il est nommé secrétaire général de l’Inquiry, une commission de spécialistes formée par Woodrow Wilson et le colonel Edward Mandell House afin d’étudier les problèmes des nationalités en Europe et de réfléchir sur la façon dont pourrait être redessiné le paysage européen après-guerre. Lippmann à l’Inquiry participa activement à l’élaboration de huit des quatorze points de Wilson (points 6, 7, 8, 9, 10, 11, 12, 13). Fin 1918, membre de la délégation américaine à la conférence de Paris, il sera chargé de réaliser l'exégèse officielle de ces mêmes Quatorze Points. Il quittera rapidement Paris, fin janvier 1919, car il vit qu'il ne pouvait y être d'aucune utilité d'autant que son mentor, le colonel House, était lui-même marginalisé par la venue de Wilson à Paris. Le seul aspect positif de son séjour parisien fut sa rencontre avec Keynes (Goodwin 1995, p. 336) et Bernard Berenson avec lesquels il entretint par la suite une amitié durable. À Paris, Keynes peu écouté de son chef de délégation quitta également la scène avant la fin de la pièce.
Lippmann revenu aux États-Unis s'opposera, avec les autres éditeurs du New Republic, à la ratification du Traité de Versailles. Ils étaient notamment opposés à la « balkanisation de l’Europe centrale » et aux réparations de guerre (Steel, 1980, p. 158). Il obtint de Keynes l'autorisation de publier certains extraits des Conséquences économiques du traité de Versailles dans le numéro de Noël 1919 du New Republic. Le féroce portrait que Keynes dresse de Wilson servit ceux qui, au Sénat, s'opposaient à la ratification du traité de Versailles (Steel, 1980, p. 164-165). Plus tard, Lippmann semble avoir regretté son geste et souligné l'influence de Croly dans sa décision (Steel, 1980, p. 166).
Quoi qu’il en soit en ce début des années 1920, une page se tourne pour le monde et pour Lippmann. Début 1922, il quitte le New Republic pour The World de Ralph Pulitzer. Professionnellement installé dans ce qui sera son métier sa vie durant, il passe à une nouvelle étape de sa vie non sans avoir livré une de ses œuvres majeures Public Opinion (1922), un livre où il développe la notion de stéréotype dont il est l’inventeur et celle voisine de Pictures in Our Heads. Ce livre fut suivi en 1925 de The Phantom Public. Pendant le restant de sa vie active, il assouvira sa passion pour les affaires du monde grâce à son métier de journaliste et à sa participation aux travaux et débats du Council on Foreign Relations.

## La «fabrique du consentement» et la démocratie
Dans Public Opinion (en) (1922), Lippmann étudie la manipulation de l'opinion publique dans l'intérêt du Bien commun. Selon lui, pour « mener à bien une propagande, il doit y avoir une barrière entre le public et les évènements ». Il décrit alors l'avenir qu'il entrevoit. Il conclut que la démocratie a vu la naissance d'une nouvelle forme de propagande, basée sur les recherches en psychologie associées aux moyens de communications modernes. Cette propagande implique une nouvelle pratique de la démocratie.
Il utilise alors l'expression « manufacture of consent » qui signifie littéralement la « fabrique du consentement ».
Face à un public souvent irrationnel, insuffisamment informé ou indifférent, cette nouvelle forme de propagande doit permettre à des élites dirigeantes éclairées d'amener l'opinion publique à comprendre et accepter ses décisions, prises dans l'intérêt du Bien commun.

## Le libéralisme de la Cité Libre et le colloque Walter Lippmann
À la fin des années 1920, Lippmann écrit A Preface to Morals. Ce n’est qu’après la Conférence économique de Londres de juillet 1933 qu’il va vraiment s'intéresser au libéralisme alors contesté et menacé de toutes parts. Ses recherches aboutiront à la publication en 1937 de son livre The Good Society dont la traduction française La Cité Libre sera l’élément déclencheur du colloque Walter Lippmann. L’examen du libéralisme de Lippmann s'articulera autour de trois axes : son opposition au laissez-faire, l'importance qu'il accorde à la conception de la loi, son analyse du gouvernement libéral. Le second point est peut-être le plus difficile à appréhender tant l’image de la loi dans notre tête (picture in our head), pour reprendre une des expressions clés de son livre Public Opinion, peut être différente de la sienne et de celle des juristes cités.

### Libéralisme et laissez-faire
Selon Clavé, « une des questions clés du livre La Cité libre peut être ainsi formulée : pourquoi le libéralisme, qui a été le moteur de la grande Révolution (la révolution industrielle) et « a eu pour mission historique de découvrir la division du travail », n'a-t-il été vraiment « l'étoile polaire de l'esprit humain » que jusque vers 1870 ? » S’il se pose cette question, c’est qu'il estime qu’après a lieu une double réaction. D’un côté, à droite, on a assisté à une alliance des militaires et des politiciens visant à substituer au marché l’autorité de l’État. De l’autre, à gauche, à une réaction socialiste également étatiste. Devant ce dilemme, pour lui, les derniers libéraux (il pense notamment à Herbert Spencer) n’ont pas été à la hauteur. Lippmann note que « du moment que les marxistes et les derniers libéraux partaient des mêmes prémisses, à savoir que l'ordre social du XIXe siècle était l'ordre nécessaire, l'ordre approprié, qu'il était le reflet parfait du nouveau mode de production, toute leur querelle consistait à décider si l'ordre en question était bon ou mauvais ». Pourquoi, selon lui, en est-on arrivé là ?
Au centre, se trouve la question du laissez-faire qui aboutit à distinguer un champ de l’économie, lieu des lois naturelles et une sphère de la politique régie par les lois des hommes. Si Lippmann est si sensible à ce sujet, qu'il nomme le « dilemme de Burke », c’est qu’aux États-Unis, il y a eu, à la fin du XIXe siècle et au début du XXe siècle, un conflit féroce entre la Cour Suprême qui soutenait que l’État ne devait pas intervenir dans l’économie car celle-ci était réglée par des lois naturelles et des hommes politiques qui soutenaient le contraire. Cette opposition ne portait pas seulement sur la volonté d'améliorer la situation ouvrière, elle portait également sur la façon de concevoir la loi.
Pour les juristes et certains économistes opposants au laissez-faire, l’architectonique des lois de cette forme de libéralisme n’était pas conforme à la tradition anglaise juridique issue de Lord Coke et de la lutte contre la monarchie absolue. Durant le colloque Walter Lippmann, ce problème architectonique sous-jacent au libéralisme du laissez-faire sera évoqué avec force par Michaël Polanyi et Alexander Rüstow avec, dans ce dernier cas, des solutions forts différentes de celles de la Cité libre.

### Lippmann et la tradition juridique anglaise duXVIIesiècle
Pour Walter Lippmann, comme pour Roscoe Pound, un juriste de Harvard, les lois peuvent être entendues soit comme des commandements (tradition autoritaire), soit comme étant l'expression de relations entre des êtres humains ou des choses (tradition libérale). Pour expliquer cette opposition, Lippmann revient au conflit qui a opposé, au XVIIe siècle, le roi Jacques Ier au Parlement anglais et à Lord Coke. Pour le roi, la loi était « l'émanation de la volonté du souverain ». En face, Lord Coke répliqua que le roi « est soumis à Dieu et à la loi ».
Pour Lippmann, le grand juriste anglais signifie par cette phrase que : « la loi est conçue comme tirant son origine de la nature des choses et le rapport du roi à ses sujets, et de tout homme avec les autres, est considéré comme établi par des lois impersonnelles qui obligent tout le monde ». Lippmann voit ce conflit comme un archétype de l'opposition entre « la logique de l'autorité » défendue par le roi et la logique libérale défendue par Lord Coke. Penser la loi en termes de relations présente pour Lippmann deux autres avantages. Tout d’abord, le domaine de la loi n’est plus vertical, du pouvoir vers la masse, mais multidimensionnel. Par ailleurs, de cette façon on ne peut pas traiter les individus comme s’ils étaient isolés comme s’ils étaient des « Robinson Crusoë avant l'apparition de Vendredi » puisque l’important réside dans le traitement des interactions.
On peut percevoir que pour lui, les économistes classiques, à partir de Ricardo, ont cédé à la tentation autoritaire. En effet, il les accuse d’avoir conçu « un ordre social imaginaire », « le monde tel qu'il faudrait le refaire » à coup d'hypothèses, dans lesquelles ils ont souvent introduit « les conclusions qu'ils prétendaient en tirer ». À la limite, pour lui, leur démarche aurait pu être intéressante si elle avait servi de base à une étude critique des divergences entre cet idéal et la réalité ce n’a pas été le cas. En réalité, Lippmann s’oppose à la méthode hypothético-déductive et préfère en disciple de Graham Wallas se placer dans le cadre de la rationalité limitée. C’est ainsi qu’il est reconnaissant aux pères fondateurs des États-Unis d’avoir compris que, si le peuple pouvait se gouverner, il ne savait pas le faire naturellement. Il les félicite d'avoir rédigé une constitution destinée à « affiner » le pouvoir du peuple.
Un autre élément est récurrent dans son œuvre et dans celle de Wallas, même si chez Lippmann l'explicitation est parfois un peu confuse. Une bonne loi n’est pas seulement celle qui satisfait le mieux la vie matérielle des hommes, il faut aussi qu’elle leur apporte une harmonie intérieure. S'il y a chez eux une idée de loi naturelle, ce n'est pas au sens de lois physiques mais de lois morales entendues comme respectueuses de la nature profonde, de l'intériorité, de l'être humain.

### Le gouvernement libéral
Pour certains, Lippmann dans deux de ses ouvrages, Public Opinion (1922) et The Phantom Public (1925) aurait des doutes sur la possibilité d’une « vraie démocratie dans la société moderne ». En fait, le problème se pose différemment. Élie Halévy oppose le mécanisme constitutionnel des libéraux fondés sur un pessimisme moral qui les pousse à mettre un ensemble de pouvoirs législatif, judiciaire, exécutif de poids sensiblement égaux afin qu’ils se limitent les uns les autres sans se détruire, au mécanisme de l’État radical de Jeremy Bentham. Dans ce dernier cas, si nominalement le peuple a le pouvoir, il doit le déléguer à l’État et les contre-pouvoirs ne sont pas destinés à limiter et contrôler l’appareil étatique, mais au contraire à contrecarrer toute expression « partielle » ou « catégorielle » du peuple.
Ce cadre de pensée extrêmement répandu dans certains pays n’est pas celui de Lippmann. En effet, sa conception de la nature humaine qui dérive de celle exposée par Graham Wallas dans Human Nature in Politics l'amène à raisonner dans un cadre libéral au sens d’Élie Halévy (un ami de Graham Wallas). En fait dans les deux livres cités, il cherche à comprendre comment faire participer le mieux possible les citoyens étant donné les limites des êtres humains. S’il n’a pas recours à un concept très abstrait du type « volonté générale », c’est qu’il y voit un retour aux prérogatives des anciens seigneurs et maîtres, et donc au principe d’autorité. C’est aussi que de tels concepts ne disent rien sur la réalité des choses. Or, c’est justement de l’étude des faits qu’il attend des possibilités d’amélioration. Dans une même veine, Graham Wallas, qu’il désigne en introduction de la Cité Libre comme étant son maître, aimait en Jeremy Bentham la capacité d’invention, l’envie de progrès, mais pas les conceptions utilitaristes.
Ce mélange de désir benthamien d’innovation et de conception libérale de l’homme va le pousser à la fois à accepter une intervention plus grande du gouvernement dans l’économie et à réfléchir sur les moyens institutionnels aptes à endiguer les abus et les effets pervers. Dans Les Godkin lectures qu'il donna à Harvard en mai 1934 (publiées sous le titre de Method of Freedom), il constate l'impossibilité de restaurer l'économie mondiale sur la base des principes d'avant-guerre car les hommes n’acceptent plus sans réagir les purges occasionnées par les cycles économiques. Pour lui, la grande nouveauté de l'entre-deux-guerres réside dans le fait que l'État a maintenant des responsabilités économiques. C’est le Nouvel impératif (1935). Dans ce nouveau rôle, selon lui, l’État a le choix entre deux solutions : le système d'économie dirigée ou collectivisme absolu et le système d'économie compensée qu'il appelle aussi collectivisme libre. Du collectivisme libre, il écrit : « sa méthode consiste à redresser la balance des actions privées par des actions publiques de compensation ».
Dans La Cité libre, il ne reprend pas ces thèmes et ne parle plus de collectivisme libre, mais il accepte certains des apports de Keynes qui vont dans le même sens. Sur le fond, il n’y a pas, semble-t-il, grand changement. Par contre, comme dans les deux ouvrages précités, le rôle accru du gouvernement dont il craint qu'il conduise à une multiplication de revendications catégorielles, l'inquiète. Pour faire face à cette menace, il suggère que « la première tâche de la politique libérale consiste à juger les revendications des intérêts particuliers qui demandent des révisions des lois, et à s'efforcer de rendre des décisions équitables entre ces revendications contradictoires ». À cette fin, il propose d’intégrer dans une constitution libérale un principe directeur qui obligerait à ne légiférer qu'au moyen de lois traitant de façon générale des rapports des hommes entre eux. Le rôle des experts est un de ses autres sujets d'inquiétude. Dans la Cité Libre, il note que « l'État-Providence de l'avenir possédera toute l'autorité du plus absolu des États du passé, mais il sera très différent; les techniciens consacrés remplaceront les courtisans et les favorites des rois et le gouvernement, armé d'un pouvoir irrésistible, disposera à son gré de l'humanité ». Pour contrecarrer cette tentation, il semble préconiser de faire rentrer les experts dans le champ des pouvoirs soumis au processus du « check and balance ».
Lippmann met en doute la capacité de l'homme ordinaire à se déterminer avec sagesse et a proposé que les élites savantes assainissent l'information avant qu'elle atteigne la masse.

## Lippmann après la Seconde Guerre mondiale
Après la Seconde Guerre mondiale, Walter Lippmann soutient contre toute évidence dans de nombreux articles qu'il n'y aura pas de division de l'Allemagne. Raymond Aron critique dans ses Mémoires son aveuglement et l'explique par le dogmatisme de sa « thèse de la primauté de la nation sur l'idéologie »[réf. nécessaire].
Journaliste au sommet en 1947, il publie une série d’articles qui seront également publiés sous forme de livre sous le titre The Cold War (la guerre froide). Cela ne l'empêcha pas de s'opposer à la guerre de Corée et au maccarthisme[réf. nécessaire].
Pour Steel, Walter Lippmann, ami de Jean Monnet, fut de ceux qui plaidèrent en faveur du plan Marshall et de la constitution d’une union économique en Europe.
En 1955, il publie sa dernière œuvre ambitieuse, Essays in the Public Philosophy, livre qui n’est pas sans intérêt mais qui ne semble pas avoir été à la hauteur de ses espérances, ce dont il souffrit. Il apprécia le fait que Charles de Gaulle lui eût témoigné son admiration pour ce livre, traduit en français sous le titre de Crépuscule des démocraties.
En 1960, à l’arrivée de John Kennedy à la présidence, il fut question de nommer Lippmann ambassadeur à Paris. L’affaire ne se fit pas. Après avoir soutenu dans un premier temps Lyndon Johnson, il s’opposa à lui sur la guerre du Viêt Nam.
En 1962, dans L'Unité occidentale et le Marché commun, il se retourne contre le général de Gaulle, critiquant vivement la remise en cause du monopole atomique américain au sein du camp occidental.

## Les travaux sur la pensée de Lippmann

### La pensée économique de Lippmann
La pensée économique de Lippmann a été étudiée par Craufurd D. Goodwin dans son livre Walter Lippmann: Public Economist de 2014.
Dans son livre Il faut s'adapter : Sur un nouvel impératif politique, la philosophe française Barbara Stiegler, reconstitue le débat historique qui a opposé Walter Lippmann et John Dewey.

### Qu'est-ce qui différencie le libéralisme de Walter Lippmann de celui d'Hayek?
Cette question a été étudiée récemment par Ben Jackson en 2012 et plus récemment par Clavé en 2015. Les deux auteurs sont d'accord sur le fait que Walter Lippmann et Friedrich Hayek ont basé leur réflexion sur l'importance de la Rule of Law (Etat de droit), sur les régulations économiques et sur la liberté. Ben Jackson insiste sur l'influence qu'aurait eu le livre de Lippmann la Cité Libre sur La Route de la servitude d'Hayek et a tendance à opérer un rapprochement entre les deux auteurs. Au contraire, Clavé insiste sur leurs divergences concernant cinq points fondamentaux : leur conception de la Grande Société, leur vue sur l'information, l'économie, la loi et le gouvernement
Pour Lippmann comme pour Wallas, le terme grande société désigne une société établie à grande échelle marquée par la division du travail, le commerce et des grandes villes. Pour Lippmann, la Grande société doit devenir une bonne société et pour ce faire adopter un certain nombre de lois sociales. C'est un des thèmes de son livre la Cité Libre dont le titre anglais Good Society est très explicite à cet égard. D'une certaine façon, le projet Grande Société du président Lyndon Jonhson peut être vu comme une suite du projet de Lippmann. À l'opposé, quand Hayek à la fin des années soixante, reprend l'expression « grande société », il la lie étroitement à la notion d'ordre spontané.
Concernant l'information, Lippmann se plaint que les politiques n'aient pas assez pris en compte ce problème, tandis qu'Hayek adresse la même critique aux économistes. Toutefois, au-delà de ce constat, ils n'ont pas la même approche de l'information. Hayek insiste sur l'information unique que détient l'agent économique alors que Lippmann insiste sur l'expertise et la diffusion du savoir de l'expertise et sur son utilisation par les politiques dans un processus de décision rationnel.
Concernant l'économie, Lippmann insiste sur la division du travail quand Hayek insiste sur le duo marché et concurrence. Par ailleurs, Lippmann est pour une régulation de la concurrence, des politiques macroéconomiques destinées à réguler l'économie et pour un système de protection sociale.
Concernant les lois, Lippmann les conçoit d'abord comme établissant, ou plutôt reflétant, des relations entre les hommes et entre ceux-ci et les choses. Au contraire, Hayek les voit de façon plus individualiste, comme destinées à préserver l'espace personnel des hommes. Si pour Hayek, les lois sont abstraites et véhiculent de l'information, Lippmann les voit avant tout comme morales, comme devant s'inscrire à l'intérieur même des hommes et ne se préoccupe pas de leur contenu informatif. D'une façon générale, pour Hayek, la loi est inséparable du concept d'ordre spontané, une notion que Lippmann rejette. En effet, Lippmann, qui a besoin de contempler des vérités éternelles, a tendance à distinguer un royaume de l'existence et un royaume des essences. Pour lui, l'homme doit donc s'efforcer d'améliorer les choses, se rapprocher d'une essence. Il ne peut pas laisser faire.
Concernant le gouvernement et le travail des politiques, Hayek a tendance à vouloir réduire leur rôle et à les subordonner à des lois abstraites. Au contraire, pour Lippmann, les politiques et le gouvernement doivent trancher des conflits entre intérêts opposés et créer de l'intérêt général et de l'harmonie.

## Œuvres
- 1913 : A Preface to Politics
- 1914 : Drift and Mastery
- 1915 : The Stakes of Diplomacy
- 1922 : Public Opinion (non traduit en français)
- 1925 : The Phantom Public
  - 2008 : Le Public fantôme, trad. fr. Laurence Decréau, présentation Bruno Latour, Ed. Demopolis.
- 1929 : A Preface to Morals
- 1932 : Interpretations 1931-1932 ; selected and edited by Allan Nevins ; New York, Macmillan, 1932, XIII+361pp
- 1934 : The Method of Freedom, George Allen & Unwin LTD.
- 1935 : The New Imperative, The Macmillan Company.
- 1937 : The Good Society
  - 1946 : La Cité libre, trad. fr. G. Blumberg (Librairie de Médicis), préface d'André Maurois.
  - 2011 : La Cité libre, rééd. trad. fr., Les Belles Lettres, préface de Fabrice Ribet.
- 1943 : US Foreign Policy
- 1944 : US War Aims
- 1955 : Essays in the Public Philosophy
- 1962 : Western Unity and the Common Market (L'Unité occidentale et le Marché commun)

#### Ouvrages de Lippmann (traduction)
- Walter Lippmann, Le public fantôme, présentation par Bruno Latour, Paris, Démopolis, 2008  (ISBN 978-2-3545-7013-2)
- Walter Lippmann, La Cité libre, préface de Fabrice Ribet, Les Belles Lettres, 2011  (ISBN 978-2-2513-9052-9)

#### Ouvrages sur Lippmann
- Raymond Aron, Mémoires, Paris, Julliard, 1983.
- Élie Halévy (1904), Le Radicalisme philosophique, Paris, PUF, 1995.
- Craufurd. D. Goodwin (1995), « The Promise of expertise: Walter Lippmann and policy sciences », Policy Sciences, 28, Kluwer Academic Publishers, Pays-Bas, 1995, p. 317-345.
- Ronald Steel (1980), Walter Lippmann and the American Century, Londres, Transaction Publishers, 1998.
- Joëlle Zask, L'Opinion publique et son double, Livre I, L'Opinion sondée, chap.4, Paris, L'Harmattan, coll. « La Philosophie en commun », 2000
- Francis Urbain Clavé, « Walter Lippmann et le néolibéralisme de la Cité libre », Cahiers d’économie politique, no 48,‎ 2005, p. 79-110 (lire en ligne)
- (en) Ben Jackson, « Freedom, the Common Good,and the Rule of Law :Lippmann and Hayek on Economic Planning », Journal oh History of Ideas, vol. 72, no 1,‎ 2012
- (en) Francis Clavé, « Comparative study of Lippmann's and Hayek's Liberalisms (or neo-liberalisms », The European Journal of the History of Economic Thought, vol. 22, no 6,‎ 2015 (lire en ligne)
- Barbara Stiegler, « Il faut s'adapter ». Sur un nouvel impératif politique, Paris, Gallimard, coll. « NRF Essais », 2019, 336 p.